# Erebo Zunino
Erebo Zunino, auch als Ereb Zunino geführt, ist ein ehemaliger uruguayischer Fußballspieler.

## Karriere

### Verein
Mittelfeldspieler Zunino, der auf der Position des rechten Half auflief, stand zu Beginn seiner Laufbahn Anfang der 1930er Jahre in Reihen des Vereins Libertad aus Canelones. Nachdem er dort durch seine Leistungen Aufmerksamkeit auf sich gezogen hatte, unterbreitete ihm Nacional Montevideo ein Angebot in Höhe von 700 Peso für seine Vertragsunterschrift, das er jedoch ausschlug.
Stattdessen spielte er sodann von 1932 bis 1940 für den Club Atlético Peñarol in der Primera División. Der Stammformation gehörte er von 1933 bis 1940 an. 1932, 1935, 1936, 1937 und 1938 gewann sein Verein die Uruguayische Meisterschaft. 1941 beendete er seine Karriere.
Zunino wurde im August 1935 seitens der El País als nüchterner Spieler mit wenig Physis und Klasse beschrieben, der dies jedoch mit außerordentlichem Enthusiasmus und stählernem Willen ausgleiche. Er erhielt seitens der Presse den Beinamen „El Cronómetro Humano“.

### Nationalmannschaft
Zunino war Mitglied der A-Nationalmannschaft Uruguays, für die er zwischen dem 14. Dezember 1933 bis zu seinem letzten Einsatz am 12. Februar 1939 zwölf Länderspiele absolvierte. Ein Länderspieltor erzielte er nicht. Er gehörte dem Aufgebot Uruguays bei den Südamerikameisterschaften 1935 und 1939 an. 1935 gewann Uruguay den Titel. Er nahm mit Uruguay an der Copa Juan Mignaburu der Jahre 1935 und 1936 teil. Überdies spielte er mit der Celeste bei der Copa Hector Gomez 1936.

### Erfolge
- Südamerikameister: 1935
- Uruguayischer Meister: 1932, 1935, 1936, 1937, 1938

## Sonstiges
Im Estadio Martínez Monegal in Canelones ist eine Tribüne nach ihm benannt.